# Подводные лодки типа «Кани»
Подводные лодки типа «Кани» (итал. Cagni) — серия итальянских подводных лодок времён Второй мировой войны. Самые крупные ударные лодки итальянского флота. Проектировались и строились фирмой «Кантьери Риунити делль‘Адриатико»(CRDA), Монфальконе. Предназначались для действий против торгового судоходства на океанских коммуникациях, поэтому калибр торпед был снижен, зато резко увеличивался их запас. Всего было построено 4 лодки этого класса. Все они вступили в строй в 1941 году. Имели однокорпусную конструкцию с бортовыми булями. Благодаря большим размерам обладали хорошей мореходностью и неплохой обитаемостью, при этом лодка была достаточно маневренной. Размеры рубок на лодках в ходе войны были уменьшены. Лодка «Ammiraglio Cagni» в 1943 году была переоборудована в транспортную.

## Список ПЛ типа «Кани»

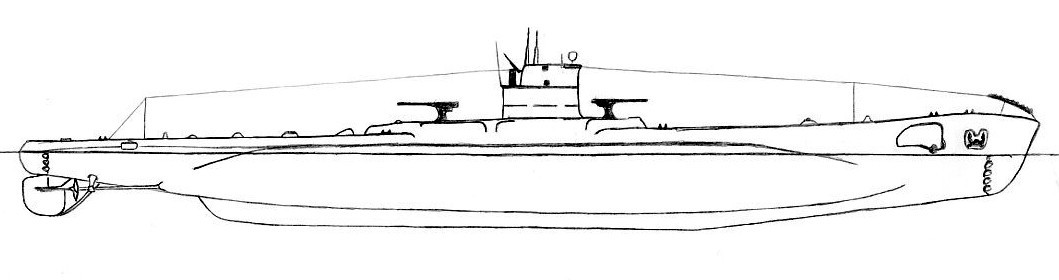
ПЛ «Адмирал Кани» после уменьшения размеров рубки

| Подводная лодка       | Верфь | Спущена на воду | Начало службы | Конец службы |
| --------------------- | ----- | --------------- | ------------- | --- |
| Ammiraglio Cagni      | CRDA  | 20.7.1940       | 1.4.1941      | списана 1.2.48 |
| Ammiraglio Caracciolo | CRDA  | 16.10.1940      | 1.6.1941      | затоплена 11.12.41 возле Бардии, получив тяжелые повреждения после атаки английского эскортного миноносца Farndale |
| Ammiraglio Millo      | CRDA  | 31.8.1940       | 1.5.1941      | потоплена 14.3.43 в Ионическом море английской подводной лодкой Ultimatum                                          |
| Ammiraglio Saint-Bon  | CRDA  | 6.6.1940        | 1.3.1941      | потоплена 5.1.42 севернее Сицилии английской подводной лодкой Upholder                                             |